# مسابقه بین‌المللی پیانونوازی فرانتس لیست (هلند)
مسابقه بین‌المللی پیانونوازی فرانتس لیست (هلندی: Internationaal Franz Liszt Pianoconcours) نام رقابتی بین‌المللی در کشور هلند است که مابین بیش از ۲۰۰ نوازنده پیانو از سرتاسر جهان برگزار می‌شود.
این رقابت، در سال ۱۹۸۶ میلادی و به مناسبت صدمین سال تولد «فرانتس لیست» بنیان نهاده شد و از آن هنگام، هر ۳ سال یکبار، در شهر اوترخت کشور هلند برگزار شده است.